# Abasha
Abasha (in georgiano აბაშა?) è un comune della Georgia, situato nella regione di Samegrelo-Zemo Svaneti.